# Numero di Leonardo
I numeri di Leonardo sono una sequenza di numeri dati dalla relazione:
{\displaystyle L(n):={\begin{cases}1&{\mbox{se }}n=0;\\1&{\mbox{se }}n=1;\\L(n-1)+L(n-2)+1&{\mbox{se }}n>1.\\\end{cases}}}
Edsger W. Dijkstra li ha utilizzati come parte integrante del suo algoritmo di ordinamento Smoothsort, analizzandoli anche in alcuni dettagli.
Essi sono legati ai numeri di Fibonacci dalla relazione {\displaystyle L(n)=2*F(n+1)-1,n\geq 0}.
Data la formula tipo Binet:
{\displaystyle L(n)=2*\left({\frac {\Phi ^{(n+1)}-\phi ^{(n+1)}}{\Phi -\phi }}\right)-1=\left({\frac {2}{\sqrt {5}}}\right)*(\Phi ^{(n+1)}-\phi ^{(n+1)})-1}
dove {\displaystyle \Phi =(1+{\sqrt {5}})/2} e {\displaystyle \phi =(1-{\sqrt {5}})/2} sono le radici di {\displaystyle x^{2}-x-1=0}
I primi numeri di Leonardo sono:
{\displaystyle 1,\;1,\;3,\;5,\;9,\;15,\;25,\;41,\;67,\;109,\;177,\;287,\;465,\;753,\;1219,\;1973,\;3193,\;5167,\;8361,\ldots }